# 懐安県
懐安県（かいあん-けん）は中華人民共和国河北省張家口市に位置する県。

## 歴史
唐末に設置された。明朝が成立すると洪武年間に廃止されたが、1393年（洪武26年）には懐安衛が設置された。清代になると康熙年間に懐安県と改編され現在に至る。

## 行政区画
- 鎮:柴溝堡鎮、左衛鎮、頭百戸鎮、懐安城鎮
- 郷:渡口堡郷、第六屯郷、西湾堡郷、西沙城郷、太平荘郷、王虎屯郷、第三堡郷